# Litouwen op de Olympische Winterspelen 2014
Litouwen was een van de landen die deelnam aan de Olympische Winterspelen 2014 in Sotsji, Rusland. 
Van de negen deelnemers (vier mannen en vijf vrouwen) die Litouwen vertegenwoordigden bij de zevende deelname van het land aan de Winterspelen nam biatlete Diana Rasimovičiūtė voor de vierde opeenvolgende keer deel. 

## Deelnemers en resultaten
(m) = mannen, (v) = vrouwen 

### Alpineskiën
| Olympiër            | Onderdeel        | Resultaat | Prestatie                                                            |
| ------------------- | ---------------- | --------- | -------------------------------------------------------------------- |
| Rokas Zaveckas      | reuzenslalom (m) | 63e       | 1e run: 1.36,06 (70e) 2e run: 1.36,98 (62e) totaal: 3.13,04 (+27,75) |
| Rokas Zaveckas      | slalom (m)       | DNF-1     | 1e run: niet gefinisht                                               |
|                     |                  |           |                                                                      |
| Ieva Januškevičiūtė | reuzenslalom (v) | DNF       | 1e run 1.36,79 (71e) 2e run: niet gefinisht                          |
| Ieva Januškevičiūtė | slalom (v)       | DNF       | 1e run: niet gefinisht                                               |

### Biatlon
| Olympiër (deelname)     | Onderdeel         | Resultaat | Prestatie                   |
| ----------------------- | ----------------- | --------- | --------------------------- |
| Tomas Kaukėnas          | achtervolging (m) | 40e       | 36.49,8 (+3.01,2) [1+0+0+2] |
| Tomas Kaukėnas          | individueel (m)   | 23e       | 52.38,9 (+3.07,2) [0+0+0+3] |
| Tomas Kaukėnas          | sprint (m)        | 48e       | 26.26,2 (+1.52,7) [0+2]     |
|                         |                   |           |                             |
| Diana Rasimovičiūtė (4) | achtervolging (v) | 43e       | 34.07,1 (+4.36,4) [0+0+0+2] |
| Diana Rasimovičiūtė (4) | individueel (v)   | 42e       | 49.32,5 (+6.12,9) [1+1+0+1] |
| Diana Rasimovičiūtė (4) | sprint (v)        | 51e       | 23.18,6 (+2.11,8) [1+1]     |

### Kunstrijden
| Olympiër                            | Onderdeel | Resultaat | Prestatie                                   |
| ----------------------------------- | --------- | --------- | ------------------------------------------- |
| Isabella Tobias Deividas Stagniūnas | IJsdansen | 17e       | 139.00 (korte kür: 56.40, vrije kür: 82.60) |

### Langlaufen
| Olympiër              | Onderdeel          | Resultaat | Prestatie                                                                        |
| --------------------- | ------------------ | --------- | -------------------------------------------------------------------------------- |
| Vytautas Strolia      | sprint (m)         | 70e       | kwalificatie: 3.55,48 (+27,13)                                                   |
| Vytautas Strolia      | 15 km klassiek (m) | 70e       | 45.08,0 (+6.38,3)                                                                |
| Vytautas Strolia      | 30 km skiatlon (m) | 67e       | 1:20.37,2 (+12.21,8) klassieke stijl: 40.54,7 (654) + vrije stijl: 39.03,4 (67e) |
|                       |                    |           |                                                                                  |
| Ingrida Ardišauskaitė | sprint (v)         | 62e       | kwalificatie: 2.55,24 (+23,17)                                                   |
| Ingrida Ardišauskaitė | 10 km klassiek (v) | 67e       | 36.52,1 (+8.34,3)                                                                |

### Shorttrack
| Olympiër        | Onderdeel  | Resultaat | Prestatie                                                |
| --------------- | ---------- | --------- | -------------------------------------------------------- |
| Agnė Sereikaitė | 500 m (v)  | 24e       | heat 4: 45,356 (3e)                                      |
| Agnė Sereikaitė | 1000 m (v) |           | heat 5: penalty                                          |
| Agnė Sereikaitė | 1500 m (v) | 16e       | heat 4: 2.21,900 (3) halve finales heat 2: 2.20,398 (6e) |